# Southwark Playhouse
La Southwark Playhouse è un teatro londinese sito nel borgo di Southwark.

## Storia
La Southwark Playhouse Theatre Company fu fondata nel 1993 da Juliet Alderdice e Tom Wilson con l'intento di portare in scena spettacoli accessibili ma di alta qualità in un quartiere in via di sviluppo. Nei quindici anni successivi la Southwark Playhouse si è affermato come uno dei più importanti teatri dell'Off-West End sotto la supervisione artistica di Mehmet Egen, Erica Whyman, Theaa Sharrock e Gareth Machin. Nell'arco di due decenni il teatro ha dovuto cambiare sede due volti, la prima nel 2006 e la seconda nel 2013 prima di trasferirsi nel teatro attuale. Tra i loro allestimenti di rilievo di ricordano le prime britanniche dei musical In the Heights e Grey Gardens e dei drammi Next Fall e Casa Valentina, oltre ad apprezzati revival di Company, Parade, La dodicesima notte e Madre Coraggio e i suoi figli.